# هیرویوکی ناسو
هیرویوکی ناسو (انگلیسی: Hiroyuki Nasu; ۲۷ ژانویهٔ ۱۹۵۲ – ۲۷ فوریهٔ ۲۰۰۵) کارگردان فیلم، و فیلم‌نامه‌نویس اهل ژاپن بود.
از فیلم‌های او می‌توان به سرخ اشاره کرد.